# Jakubova Voľa
Jakubova Voľa és un poble i municipi d'Eslovàquia. Es troba a la regió de Prešov, al nord del país.

## Història
La primera referència escrita de la vila data del 1315.

## Demografia
| Godina             | 1994 | 2004   | 2014   | 2024   |
| ------------------ | ---- | ------ | ------ | ------ |
| Nombre de persones | 407  | 394    | 420    | 397    |
| Diferència         |      | −3,19% | +6,59% | −5,47% |

| Godina             | 2023 | 2024   |
| ------------------ | ---- | ------ |
| Nombre de persones | 393  | 397    |
| Diferència         |      | +1,01% |